# Adzo Kpossi
Adzo Rebecca Kpossi (* 25. ledna 1999) je tožská plavkyně specializující se na plavecké styly volný způsob a motýlek. Kpossi startovala na olympijských hrách v roce 2012 v Londýně a v roce 2016 v Rio de Janeiru. Při obou olympijských startech soutěžila v závodu na 50 metrů volným způsobem. Startovala také na třech mistrovstvích světa, na afrických hrách a na mistrovství světa v plavání v krátkém bazénu.

## Závody
Adzo Kpossi debutovala na mezinárodní úrovni během Mistrovství světa v plavání v roce 2011. Zde startovala v závodu na 50 m volným způsobem a v závodu na 50 m motýlkem. Během závodu na 50 m motýlkem dosáhla času 55,17 sekundy a ve své rozplavbě skončila poslední. I celkově byl její čas z 51 startujících plavkyň nejpomalejší. V závodu na 50 m volným způsobem dosáhla času 44,60 sekundy. Tento čas na postup do semifinále nestačil.

### Olympijské hry v roce 2012
Na Letních olympijských hrách v Londýně v roce 2012 startovala Kpossi v závodu na 50 m volným způsobem. V době jejího startu na olympijských hrách jí bylo třináct let a byla tak nejen nejmladším členem tožské výpravy, ale i nejmladší závodnicí na hrách vůbec. V závodu zaplavala čas 37,55 sekundy. Celkově byl její výkon druhý nejhorší ze všech startujících plavkyň, překonala pouze reprezentantku Lesotha Masempe Theko.

### Meziolympijské období
Na Mistrovství světa v plavání v krátkém bazénu v roce 2012 Kpossi startovala ve třech závodech, a to na 50 m motýlkem, 50 m volným způsobem a v polohovém závodu na 100 m. V závodu na 50 m motýlkem zaplavala čas 43,0 sekundy a ze 79 sportovkyň skončila 77. V obou dalších závodech byla diskvalifikována. Na Mistrovství světa v plavání v roce 2015 startovala Kpossi v závodu na 50 m volným způsobem. Zaplavala čas 34,26 sekundy a ze 113 startujících sportovkyň skončila 103. Během Afrických her v roce 2015 startovala v závodu na 50 m volným způsobem. Dosáhla času 33,62 sekundy a celkově obsadila 17. místo.

### Olympijské hry v roce 2016
Na Letních olympijských hrách v roce 2016 startovala v závodu na 50 m volným způsobem. Během zahajovacího i závěrečného ceremoniálu byla vlajkonoškou tožské výpravy. Do závodu nastoupila 12. srpna 2016 a zaplavala čas 33,44 sekundy. Celkově obsadila 79. místo z 88 startujících plavkyň. Tento výkon na postup do dalšího kola soutěže nestačil.

## Nejdůležitější výsledky
| Rok                     | Událost           | Místo konání                   | Umístění | Závod                | Čas     |
| ----------------------- | ----------------- | ------------------------------ | -------- | -------------------- | ------- |
| 2011                    | Mistrovství světa | Šanghaj, Čína                  | 86.      | 50 m volný způsob    | 44,60 s |
| 2011                    | Mistrovství světa | Šanghaj, Čína                  | 51.      | 50 m motýlek         | 55,17 s |
| 2012                    | Olympijské hry    | Londýn, Spojené království     | 72.      | 50 m volný způsob    | 37,55 s |
| 2015                    | Mistrovství světa | Kazaň, Rusko                   | 103.     | 50 m volný způsob    | 34,46 s |
| 2015                    | Africké hry       | Brazzaville, Konžská republika | 17,      | 50 m volný způsob    | 33,62 s |
| 2015                    | Africké hry       | Brazzaville, Konžská republika | 14.      | 50 m motýlek         | 40,84 s |
| 2016                    | Olympijské hry    | Rio de Janeiro, Brazílie       | 79.      | 50 m volný způsob    | 33,44 s |
| 2017                    | Mistrovství světa | Budapešť, Maďarsko             | 80.      | 50 m volný způsob    | 32,26 s |
| Závody v krátkém bazénu |                   |                                |          |                      |         |
| 2012                    | Mistrovství světa | Istanbul, Turecko              | -        | 50 m volný způsob    | DSQ     |
| 2012                    | Mistrovství světa | Istanbul, Turecko              | 77.      | 50 m motýlek         | 43,0 s  |
| 2012                    | Mistrovství světa | Istanbul, Turecko              | -        | 100 m polohový závod | DSQ     |
| 2016                    | Mistrovství světa | Windsor, Kanada                | -        | 50 m volný způsob    | DNS     |